# Международный конкурс виолончелистов имени Эммануэля Фойермана
Международный конкурс виолончелистов имени Эммануэля Фойермана (нем. Emanuel-Feuermann-Wettbewerb für Violoncello или Grand Prix Emanuel Feuermann) — соревнование виолончелистов, проходящее в Берлине под патронатом Берлинского университета искусств и Кронбергской академии. Конкурс был впервые проведён в 2002 г. в ознаменование столетия выдающегося немецкого виолончелиста Эммануэля Фойермана и проходит каждые четыре года. У истоков конкурса стояли Борис Пергаменщиков и Вольфганг Бёттхер. Президент конкурса — Даниэль Баренбойм.

## Лауреаты
| 2002 | Даньюло Исидзака (Германия)      |
| 2006 | Георгий Харадзе (Грузия/Франция) |
| 2010 | Александр Бузлов (Россия)        |
| 2014 | Орельен Паскаль (Франция)        |
| 2022 | Иван Сканави (Россия)            |